# Raynald Blais
Pour les articles homonymes, voir Blais.
Raynald Blais, né le 5 janvier 1954 à Port-Daniel–Gascons et mort le 26 septembre 2023 à Québec, est un homme politique canadien.

## Biographie
Raynald Blais est député élu en 2004 à la Chambre des communes du Canada, pour la circonscription québécoise de Gaspésie–Les Îles-de-la-Madeleine, sous la bannière du Bloc québécois. Réélu en 2006 et en 2008, il ne se représente pas en 2011.
Il est journaliste pendant plusieurs années à la station de radio CHNC de New Carlisle en Gaspésie, la même station où le Premier ministre québécois René Lévesque a fait ses classes.
Durant ses années à CHNC, il participe à la plus longue grève du genre de l'histoire du Québec, qui dure plus de trois ans.
Il préside le Conseil central Gaspésie–Îles-de-la-Madeleine de la Centrale des Syndicats Nationaux (CSN) pendant deux mandats de 2 ans.
Il est membre fondateur de la Coalition assurance-emploi Gaspésie-Îles-de-la-Madeleine.